# Вписанная сфера

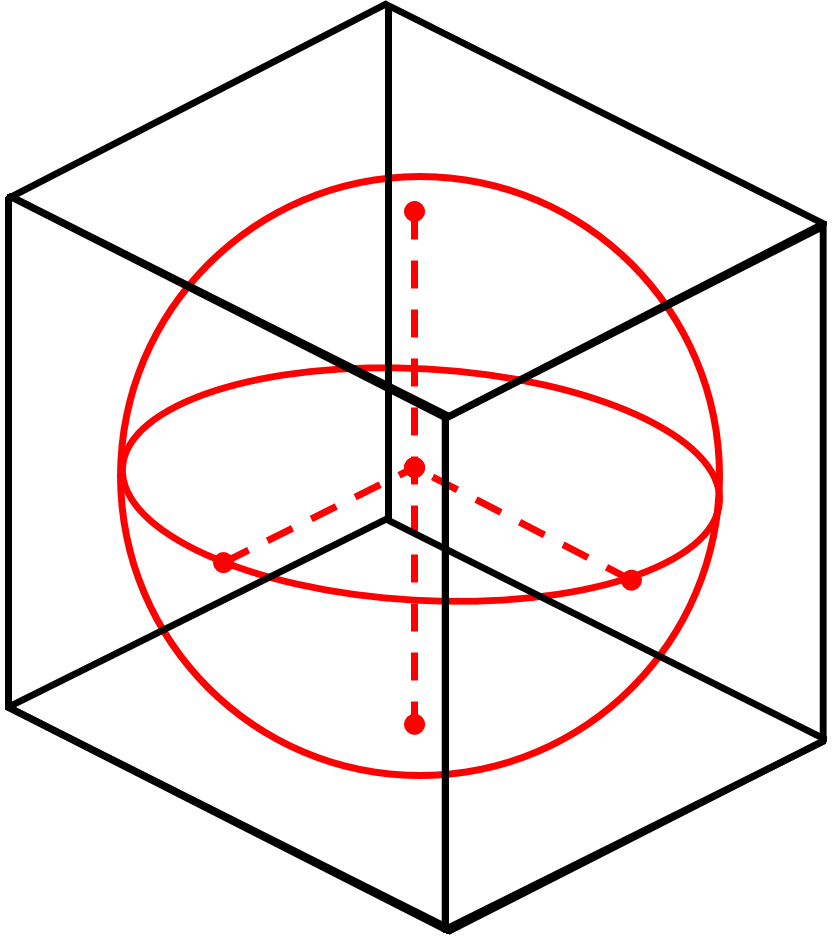
Куб и вписанная в него сфера

Вписанная сфера — сфера, находящаяся внутри многогранника и касающаяся каждой его грани. Является наибольшей сферой, полностью содержащейся внутри данного многогранника. Двойственна описанной сфере двойственному данному многогранника. 

Типичная ошибка в изображении сферы, вписанной в куб, показана на рис. а). Она заключается в том, что сфера изображена в ортогональной проекции, а куб — в параллельной. Правильное изображение показано на рис. б).

Сам многогранник при этом называется описанным около сферы.

## Интерпретации
Все правильные многогранники обладают вписанными сферами, но у большинства неправильных многогранников не все грани могут быть касательными к общей сфере, хотя определить наибольшую содержащуюся внутри многогранника сферу всё же возможно. В таких случаях понятие вписанной сферы определяется по-разному:
- сфера, касающаяся всех граней (если такая существует);
- сфера, касающаяся всех плоскостей, содержащих грани;
- сфера, касающаяся заданного множества граней;
- наибольшая сфера, помещающаяся внутрь многогранника.

Часто данные сферы совпадают, что приводит к сложностям при определении конкретных свойств, которыми должна обладать вписанная сфера.
Например, правильный малый звёздчатый додекаэдр обладает сферой, касающейся всех граней, но при этом существует большая по размеру сфера, также помещающаяся внутрь данного многогранника. Какую из сфер при этом следует считать вписанной? Ряд исследователей (Coxeter; Cundy & Rollett) считают вписанной такую сферу, которая касается всех граней. При этом архимедовы тела не имеют вписанных сфер, а двойственные архимедовым, или каталановы, тела обладают вписанными сферами. Другие исследователи дают альтернативные определения вписанных сфер.